# Macotera
Macotera is een gemeente in de Spaanse provincie Salamanca in de regio Castilië en León met een oppervlakte van 32,93 km². Macotera telt 1.149 inwoners (1 januari 2016).